# 日米船鉄交換契約
日米船鉄交換契約（にちべいせんてつこうかんけいやく）は、第一次世界大戦中に、米国の鉄輸出禁止政策によって、苦境に陥った日本の造船会社が、米国政府と結んだ契約。
米国製の鉄と日本製の船の交換を定めた。

## 第一次世界大戦により鉄の輸入が困難になる
第一次世界大戦以前は、日本は、主にドイツ・スウェーデン・ベルギー・オーストリアから鉄を輸入していたが、開戦直後に取引が無くなった。そこで主に英国から輸入するようになったが、英国自体が鉄不足になったので、1916年4月に鉄の輸出を禁止した。それで米国から鉄を輸入していたのだが、米国は参戦すると1917年8月に鉄の輸出を禁止した。当時日本は造船用鉄材の九割を米国から輸入していたので、日本の造船業に対する悪影響は計り知れなかった。この輸出禁止令は既契約のものにも適用され、8月10日までに製鉄所から積み出されたものは良いが、それ以後は禁止するというものだった。日本の造船・海運・輸入関連の企業は合計40万トン以上の既契約を有していたので驚き慌てた。浅野造船所では同年12月に鉄の輸入が途絶えてしまった。

## 鉄輸出解禁交渉
まず、関西で鈴木商店の金子直吉が主導して米鉄輸出解禁期成同盟会を結成した。参加企業は、岩井商店・岩城商会・原田造船所・橋本商店・日本郵船・日本汽船・東洋汽船・大阪鉄鋼所・小野造船鉄鋼所・大倉組・大阪商船・勝田商会・川崎造船所・米井商店・高田商会・辰馬汽船・津田勝五郎商店・内田商事・上西商会・山下汽船・山本藤助商店・松田船舶部造船所・増田合名会社・藤永田造船所・互光商会・浅野造船所・岸本汽船・岸本商店・湯浅商店・三井物産・三菱合資・松昌洋行・芝川商店・広海商事・鈴木商店だった。次に、関東で浅野財閥総帥浅野総一郎が主導して米国鉄材輸出解禁期成同盟会を結成した。参加企業は、石川島造船所・浦賀船渠・横浜船渠・浅野造船所・横浜鉄鋼所・三井物産・大倉組・高田商会・米井商会・松昌洋行・内田商事・川崎造船所・三菱合資会社・鈴木商店・山下汽船・久原鉱業・宇都宮回漕店・増田商店・茂木合名・横須賀鉄鋼所・東洋汽船・大阪商船・湯浅商店・大阪鉄鋼所だった。そして日本政府と米国大使館に働きかけた。さらに各社の米国駐在員は、米国政府当局者に働きかけたり、複数の新聞に寄稿して米国世論に訴えたりした。そのような状況で日本政府は米国政府に対し解禁交渉を進めたのだが、1917年11月に交渉を打ち切ってしまった。その後、日本の民間企業各社は、最初はバラバラに米国政府と交渉したが、上手く行かなかったので、合同してまとめた提案で、浅野財閥の浅野良三と鈴木商店の長崎英造が交渉したが駄目だった。その時、鈴木商店の金子直吉がローランド・モリス大使と会見して、川崎造船所の松方幸次郎がロンドンから金子に宛てた強硬な内容の英文電報を見せた。（この電報は金子と松方が交渉の道具として作ったと言われている。）するとモリス大使と米国政府が軟化して交渉がまとまった。

## 日米船鉄交換契約

### 第一次日米船鉄交換契約
第一次日米船鉄交換契約が1918年3月25日に成立し、4月23日から25日に調印された。日本企業の完成済みや建造中の現有船と、米国が凍結した契約済み鉄材を、重量比一対一で交換する。日本は12隻100800重量トン、或いは15隻127800重量トンを9月末までに提供し（後者は後述する追加分の三隻を含めた数字）、同等の鉄を得る。鉄の価格は既契約のままで、船の価格は重量トンあたり265ドルから225ドルで、引き渡しが早いほど高額になる。以上のような内容だった。調印したのは川崎造船所（四隻に後で三隻追加）・鈴木商店の帝国汽船（三隻）・日本汽船大阪鉄鋼所連合（三隻）・浅野造船所（一隻）・浦賀船渠（一隻）だった。この契約によって、同年6月に鉄が到着し始めたので、1917年8月から停滞していた浅野造船所は、1918年秋からは再び繁忙を極めた。また、交換された船は直ちに大西洋に回航されて大戦に参加した。

### 第二次日米船鉄交換契約
第一次契約の調印と同時に、モリス大使と金子直吉・浅野良三が第二次契約の交渉を始めた。六千重量トン以上の船を建造中か建造した業者としか契約しないという方針を米国は堅持した。第二次日米船鉄交換契約は1918年5月中旬に調印された。まず第一次日米船鉄交換契約の追加分3隻27000重量トンを履行する事を確認した。また、新たに米国から買った鉄で日本企業が建造した船を提供する、船と鉄を重量比二対一で交換するというもの。30隻246300重量トンを提供して、半分の鉄を得た。鉄の価格は、一英トンあたり、鋼板は72.8ドル、鋼型は67.2ドル、鋼棒64.96ドル。また、当時日本国内では供給困難で法外な価格だったので、鉄製の艤装品も輸入された。船舶の価格は重量トンあたり175ドルだった。米国が堅持した方針のせいで、参加できたのは大手造船所である、川崎造船所・三菱造船所・石川島造船所・内田造船所・新田汽船・浅野造船所・藤永田造船所・大阪鉄鋼所・三井物産造船部・浦賀船渠・横浜船渠・旭造船所（後に受注を浦賀船渠に譲渡）・鈴木商店の播磨造船所（帝国汽船の造船部）だけだった。1918年秋から第二次契約の鉄が少しづつ輸入されたが、米国の労働争議のため引き渡しの時期が遅れたので、建造した船舶の引き渡しも遅れた。1918年11月に世界大戦が終わると、船舶が不必要になったので、契約期限に遅れたのを口実にして、米国は交換船の引取を拒否した。そこで浅野財閥の橋本梅太郎が、米国からの鉄の引き渡しが遅れたせいで、船の引き渡しが遅れたと主張して、米国当局者を説得し、船を引き受けさせた。1920年9月23日に最後の船イースタンソードが引き渡された。

### 第三次船鉄交換契約の交渉
第二次交換交渉に加われなかった造船所のために、米国製の鉄と日本製の中型・小型の船を交換する交渉を米国政府に打診してみたが、休戦になったので中止した。

## 第一次世界大戦後の日本経済への影響

### 日本の海運業に悪影響
休戦後に船舶過剰になって、太平洋貨物運賃は既に低落していたのだが、この船鉄交換船30隻の影響で、急転直下の勢いで運賃が低落して、日本の海運会社の経営が圧迫された。

### 製鉄会社の設立と経営難
鉄鋼材を輸入に頼っていると、造船業が立ち行かない事を痛感したので、日本の造船会社はこぞって、製鉄会社や製鉄部門を設立した。三菱造船所は長崎製鋼所設立のために、川崎造船所は葺合工場設立のために、浅野造船所は浅野製鉄所設立のために、それぞれ必要な機械をメーカーに注文した。ところが、当時製鉄所の開業ブームになったので、他社の注文と競合して納期が遅くなった。ようやく製鉄所が稼働し始めた頃には、第一次世界大戦が休戦になって、鉄鋼市価が暴落し始めた。結局、新設した製鉄所や製鉄部門は利益を得ることができずに、造船会社のお荷物になった。

## 交換船一覧

### 第一次交換船
- 川崎造船所　第20大福丸、第21大福丸、東福丸、盛福丸、イーストウィンド、イーストケープ、イースターリング　（これらは全て第一大福丸型貨物船）
- 帝国汽船　第七興福丸、第六霧島丸、第八興福丸
- 日本汽船　明玄丸、イーストボート、イースターンライト
- 浅野造船所　イーストインディアン
- 浦賀船渠　第三吉田丸[16]

### 第二次交換船
- 川崎造船所　イースターンムーン、同オーシャン、同プラネット、同ドーン、同クラウド  （これらは全て第一大福丸型貨物船）
- 浦賀船渠　イースターンブリーズ、同ゲール、同テンペスト、同ソード
- 大阪鉄鋼所　イースターンナイト、同マリナー、同アドミラル、同セイラー
- 横浜船渠　イースターンガイド、同クラッグ、同コースト
- 浅野造船所　イースターンマーチャント、同トレーダー
- 石川島造船所　イースターンベル、同メイド
- 帝国汽船　イースターンパイロット、同ソルジャー
- 三菱造船所　イースターンビクター、同クラウン
- 内田造船所　イースターングレード、同グレン
- 三井物産　イースターンインポーター、同エクスポーター
- 新田汽船　イースターンテンプル
- 藤永田造船所　イースターンリーダー[17]